# Andrásik Remo
Andrásik Remo (Miskolc, 1968. április 10. –) magyar zenész, gitáros, szervező, gitártanár, zenei újságíró. Számos zenei formáció gitárosa, több gitár-tankönyv szerzője, az utóbbi években jelentős zenei fesztiválok és programok megvalósítója. 

## Életpálya
Édesanyja Lükő Margit (Miskolc, 1938-1990), édesapja Andrásik Remo (Róma, 1935-2017). 1981-ben, tizenhárom évesen kezdett el zenélni, és hamarosan olyan sikeres és népszerű zenekarok tagja lett, mint a Z’Zi_Labor. A zenei élet elismert művésze, a 90-es évek elejétől számos magyar előadó albumán közreműködött gitárosként (Anita, Z’Zi_Labor, Gálvölgyi János, Somló György),  hangszer szakértőként a Peavey zenei márka demonstrátora volt. 
A kilencvenes évek közepétől zenei újságíróként is dolgozott, hangszertesztek, hangszeres cikkek szerzője volt a Rockinform magazinban. Ezt követően rendszeresen publikált különböző zenei kiadványokban, 2000-2008 között a Roland és BOSS zenei márkák hivatalos hangszerszakértője volt. A Music Media Magazin (korábban Instrument és Hangfoglalás Magazin) tulajdonosa és főszerkesztője. 2015-ben a hangszeres-élőzene népszerűsítése iránti elkötelezettségéért megkapta az Öröm a zene!-díjat (Az év zenei újságírója kategória).

1990 óta foglalkozik gitártanítással. A Gitár kézikönyv, valamint a Gitáreffekt kézikönyv című tankönyvek szerzője és kiadója. 

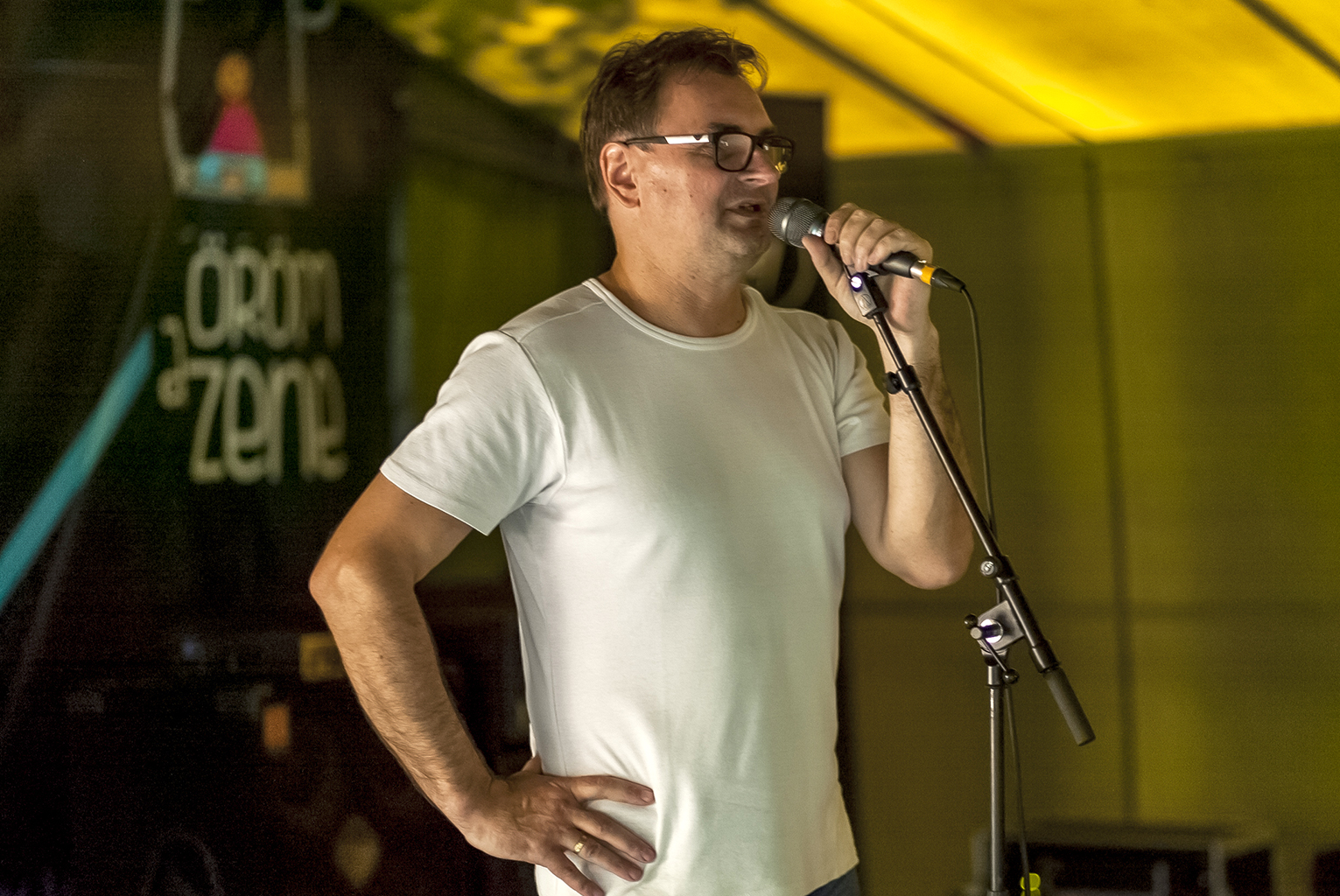

A hangszeres zenélés élharcosa Magyarországon, 1992 óta számos esemény (Zánkai Poppiac, Gitármánia és Zenei Továbbképző Tábor, Zenész Klub) társadalmi szerveződés megálmodja és létrehozója. Nevéhez fűződik a több éve sikeres Budapest Music Expo – Hangszer-, Hang-, Fény- és Stúdiótechnikai kiállítás (régebbi nevén Hangfoglalás), Hangfoglaló Hétfő, majd Hangfoglaló Magyarország tehetségkutató sorozatok, a „KI LESZ AZ ÉV LEGJOBB ÚJ GITÁROSA?” tehetségkutató, és a Zenélni... (később Öröm a zene!) társadalmi kampányok megvalósítása, mellyel legfőbb célja, hogy felkutassa és segítse a zenei tehetségeket és az embereket közelebb hozza a zenéhez. 2016-ban megalapította az Öröm a Zene Iskolát, amely a tömeges, élmény alapú zeneoktatás úttörő kezdeményezése. 2017-ben szervezője volt hazánk első könnyűzenei oktatási sorozatának, amely HANGSZERT A KÉZBE címmel zajlott. 
2006-2022 a Hangszeresek Országos Szövetségének főtitkára.

## Díjak
- A Magyar Hangszermíves Céh nívódíja (2008)[4]
- Öröm a zene! – Az év zenei újságírója díj (2015)[5]
- Artisjus – Zenetanári díj (2018)

## Lemezek
- Anita: Exclusive (1993) – szerző és gitáros
- Z'Zi Labor: Csókolj homlokon (1994) – szerző és gitáros
- Somló György: A Rock harmonikás (1994) – gitáros
- Remo-Rudán Band: Emberként élni (1995) – szerző és gitáros
- Gálvölgyi János: Klónkirály (2002) – gitáros

## Könyvek
- Gitár kézikönyv – Elméleti és gyakorlati alapismeretek (1999)
- Gitáreffekt kézikönyv – Amit mindig tudni akartál az gitáreffektekről, de soha nem merted megkérdezni (2007)

## Magazinok
Instrument Hangszer Magazin – alapító, tulajdonos, főszerkesztő (2000-2008)
Hangfoglalás Hang- és Hangszertechnikai Magazin – alapító, tulajdonos, főszerkesztő (2008-2014)
Music Media Magazin – alapító, tulajdonos, főszerkesztő (2014-)

## Rendezvények
- I. Zánkai Poppiac (1993)
- Gitármánia és Zenei Továbbképző Tábor (1994 óta)
- Zenész Klub (2000-2006.)
- Hangfoglalás Budapest Music Expo (2006-)
- Hangfoglaló Hétfő – Hangfoglaló Magyarország – Öröm a zene! Országos Tehetségkutató sorozat (2009-)
- „KI LESZ AZ ÉV LEGJOBB ÚJ GITÁROSA?” tehetségkutató (2010)
- Null Sík Dalverseny (2012-2013)
- Hangszert a kézbe (2017-)

## Munkahelyek
- 1981-től zenész (Miskolc: The Gray Monster, Chronos, Colosseum-Miskolc, Társulat, Canada, Alison, Karambol RockPont, Remo-Rudán Band. Budapest: Anita, Z’Zi_Labor, Somló György, Yellow Rebel, Gálvölgyi János, R.E.E.D. Only)
- 1990-től gitártanár.
- 2000-től Instrument Reklám (grafikai stúdió és kiadó) ügyvezető.
- 2006-2022 főtitkár – Hangszeresek Országos Szövetsége.
- 2016-tól alapító és igazgató – Öröm a Zene Iskola[2]

### hanganyag
- Gitármánia – interjú Archiválva 2015. december 11-i dátummal a Wayback Machine-ben
- Szarvasi TV Dobbantó-döntő